# Штурмтигер
Штурмтигер (  у преводу јуришни тигар) је немачки јуришни минобацач, коришћен у малом броју током Другог светског рата.

## Развој
У јесен 1942. године, када је борба за Стаљинград (сада Волгоград) достигла свој врхунац, јавила се потреба за новим тешким самоходним јуришним возилом. Возило је требало да пружа подршку пешадији, искључиво у уличним борбама. У то време једино возило специјализовано за ту улогу било је СтуИГ 33, док се друго возило те намене (Брумбер) налазило у фази пред-производње. Прво је предложено да се хаубица 210 mm монтира на шасију неког тенка али до реализације тога никада није дошло. Дана 5. августа 1943. године, решено је да се на шасији тенка Тигар постави бацач ракетних мина 380 mm. Ново оружје је по спољњем изгледу подсећало на јуришни топ Брумбер али је било много теже и имало јаче наоружање. Предузеће „Алкет“ је октобра 1943. године направило први прототип и он је 20. октобра представљен Хитлеру на тренажном полигону у источној Пруској. Прототип је интензивно испитиван све до априла 1944. године, када је одобрена његова производња под именом Штурмтигер.

## Производња
Адолф Хитлер је одобрио производњу 300 Штурмтигрова, са капацитетом произвидње од 10 комада месечно. Како се ситуација на фронтовима у јесен 1944. године нагло погоршала за Немачку, производња Штурмтигра је опозвана (дата је предност производњи тенкова Пантер и Тигар II). Заправо производња Штурмтигра се одвијала тако што је са оштећених тенкова Тигар скидана купола и постављала нова надгардња. Разлог за такав начин производње је тај што нових шасија није било (последњи тенк Тигар направљен је августа 1944. године). Укупно је 18 тенкова Тигар преправљено у Штурмтигрове.
- Август 1944 - 3
- Септембар 1944 - 10
- Новембар 1944 - 5

Тешку надградњу (150 mm чеони оклоп, 80 mm бочни оклоп) произвело је предузеће „Бранденбургер Еисенверке“, а склапање је изводило предузећа „Алкет“, Берлин-Шпандау.

## Наоружање
Штурмтигер је био наоружан краткоцевним минобацачем (Raketenwerfer 61 L/5.4) за дејство на растојању од 4600-6000 метара, огромним ракетним пројектилом, велике разорне моћи. Минобацач је развила фирма Rheinmetall-Borsig на основу бродског бацача дубинских бомби. За локалну одбрану од пешадије, са предње стране био је митраљез 7,92mm МГ 34. Захваљујући огромној разорној моћи пројектила, Штурмтигар је био у стању да уништи сваку кућу или мању зграду само једним погодком. Сваки Штурмтигар је имао 13 пројектила унутар надградње и један у цеви. Као и сваки минобацач, тако се и цев Штурмтигра пунила са спољне стране, што је у одређеним околностима представљало опасност за посаду. Да би посада могла да убаци пројектил масе 351 килограм у цев, на возилу је постављен ручни кран. Приликом пуњења цеви цела посада је учествовала. На неким од возила постављен је још један митраљез 7.92mm МГ 42.

## Ратна дејства
Дана 12. августа 1944. године, прототип Штурмтигра је послат о пољски град Прушков, а затим у Варшаву да помогне гушењу Варшавског устанка који је подигла пољска Армија Крајова. Једна од граната Штурмтигра, данас се чува у музеју пољске војске у Варшави. Дана 28. августа 1944. године, после успешне дебитантске акције, прототип је враћен у фабрику „Алкет“. Почетком септембра формирана је нова јединица ПзСтуМрКп 1000, наоружана са два Штурмтигра, која је послата у Варшаву. Након гашења устанка јединица је враћена у Немачку. Свих 18 Штурмтигрова ушло је у састав четири посебно формиране јединице (ПзСтуМпКп 1000, 1001, 1002 и 1003). Оне су активно узеле учешће на западном фронту све до краја рата. Неке од ових јединица учествовале су и у Арденској офанзиви, иако им је главни задатак на Западном фронту био, одбрана од савезничког преласка преко Рајне. Иако су Штурмтигрови коришћени углавном против већих и непокретних циљева, постоји непотврђена анегдота да је један Штурмтигар уништио три Шерман тенка. Главни непријатељ овим возилима је била савезничка тешка артиљерија и јуришна авијација. Почетком марта 1945. године, када је организовани отпор у Немачкој полако престајао да постоји, у јединицама је било још 13 Штурмтигра.